# Vlag van Suriname

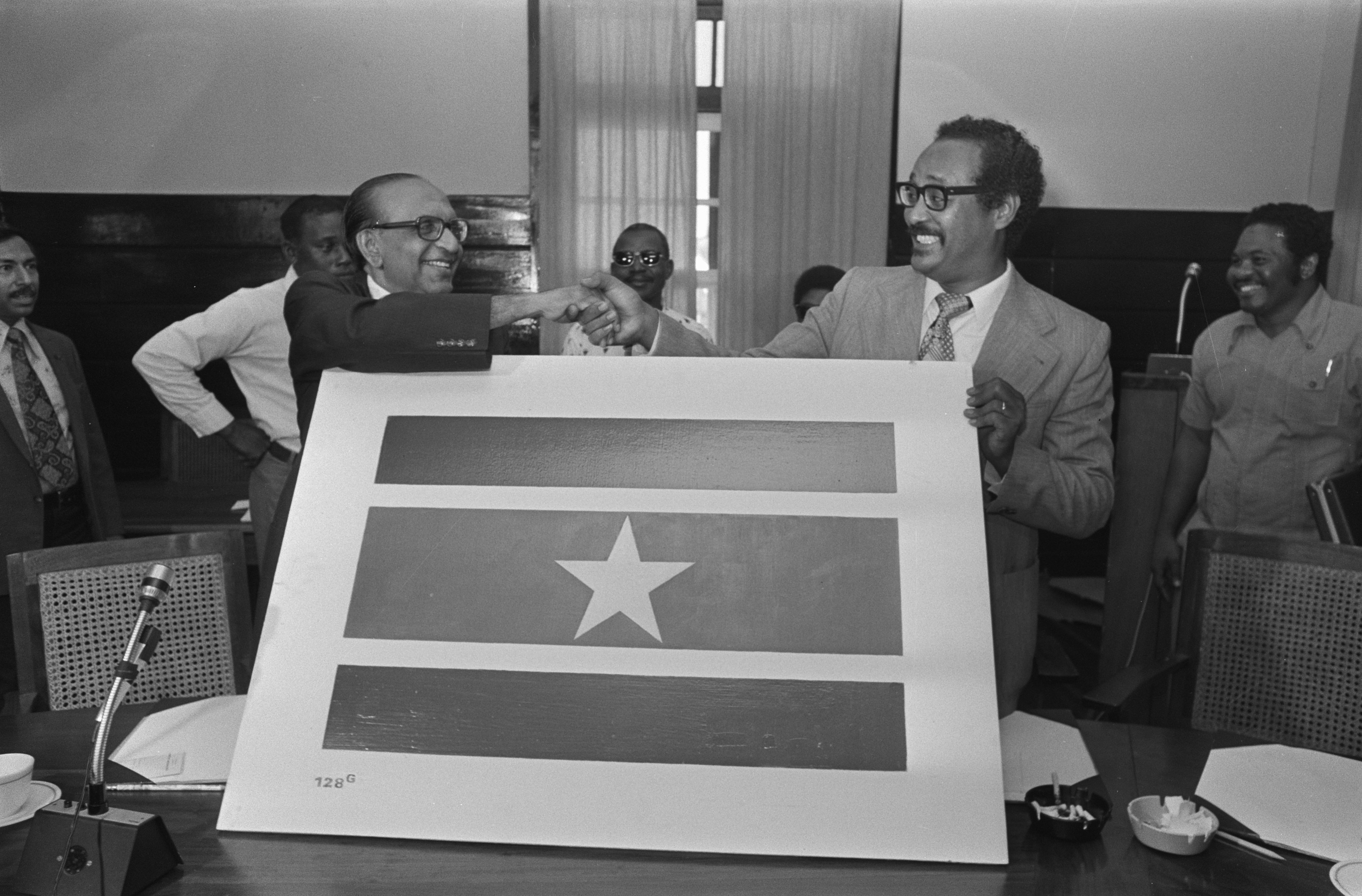
Premier Arron (rechts) en oppositieleider Lachmon met de nieuwe vlag van Republiek Suriname op 24 november 1975, een dag voor de onafhankelijkheid.

De nationale vlag van Suriname is de vlag van de Republiek Suriname. Hij werd officieel in gebruik genomen op 25 november 1975, bij de viering in het sportstadion van het bereiken van de onafhankelijkheid van het land.

## Compositie van de vlag

### Kleuren
De kleuren van de vijf horizontaal lopende balken zijn respectievelijk groen, wit, (helder) rood, wit, groen.
- De groene kleur is samengesteld uit negen delen chromaatgroen en een deel wit.[2]
- De (helder) rode kleur is samengesteld uit vier delen helderoranje (vermiljoenrood) en zes delen karmijnrood (geranium).[2]
- De kleur van de vijfpuntige ster is geel. De gele kleur is samengesteld uit twaalf delen chromaatgeel en een deel wit.[2]

De kleurenwaardes, van de Surinaamse vlag voor digitaal gebruik, zijn als volgt:
| Codering     | Groen       | Wit           | Rood        | Geel         |
| ------------ | ----------- | ------------- | ----------- | ------------ |
| Hexadecimaal | #377e3f     | #FFFFFF       | #b40a2d     | #ecc81d      |
| RGB          | 55, 126, 63 | 255, 255, 255 | 180, 10, 45 | 236, 200, 29 |
| Pantone      | 356C        | n.v.t.        | 186C        | 2116C        |
| NCS          | 3060 G 10 Y | n.v.t.        | 1080 Y 90 R | 0580 Y 10 R  |

### Maten
De hoogte en de lengte van de vlag verhouden zich als twee staat tot drie. De vlag bestaat uit vijf horizontale strepen en in het centrum van de vlag bevindt zich een vijfbenige ster. Het middelpunt van de omschreven cirkel van de vijfpuntige ster ligt op de verticale middellijn van de vlag. Het hoogste punt van de vijfpuntige ster ligt eveneens op deze middellijn.
De lengte van de straal van de omschreven cirkel is gelijk aan de breedte van de groene balk ofwel de helft van de breedte van de (helder) rode balk. De afstand tussen het hoogste punt van de ster en de bovenste rand van de (helder) rode balk is gelijk aan de afstanden van de twee laagst gelegen punten van de ster tot de onderste rand van de (helder) rode balk.

Compositietekening

## Symboliek
Het rood symboliseert de vooruitgang en de strijd voor een beter bestaan; het wit staat voor vrijheid en gerechtigheid (vrede) en de kleur groen is symbool voor de vruchtbaarheid van het land. De ster symboliseert de hoop op een "gouden" toekomst oftewel, zoals scholieren wordt geleerd: eenheid.

## Geschiedenis

### Vlag van Suriname van 1815 tot 1959
Na de totstandkoming van het Koninkrijk der Nederlanden in 1815 werd de Nederlandse driekleur gebruikt in de kolonie Suriname. Er is sprake van een ontwerp voor de kolonie met de driekleur met in het witte vlak het wapen van Suriname, maar in de praktijk werd deze waarschijnlijk niet gebruikt.
De vlag van de Gouverneur voor 1966 was de vlag van Nederland met witte cirkels in de linkerbovenhoek. Eenzelfde gouverneursvlag werd ook gebruikt door de Gouverneurs van respectievelijk de Antillen en Nederlands Nieuw-Guinea.

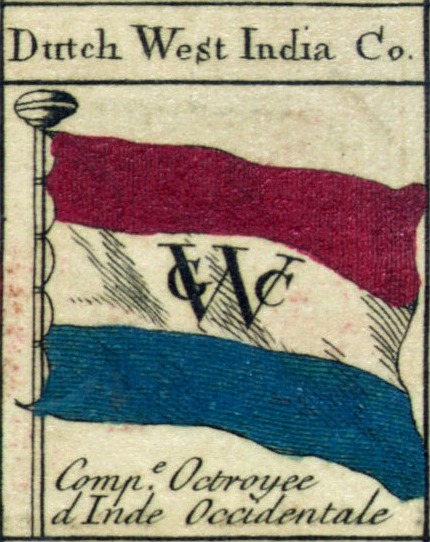
Vlag van de West-Indische Compagnie
Vlag van het Koninkrijk der Nederlanden
Voorstel vlag voor Suriname
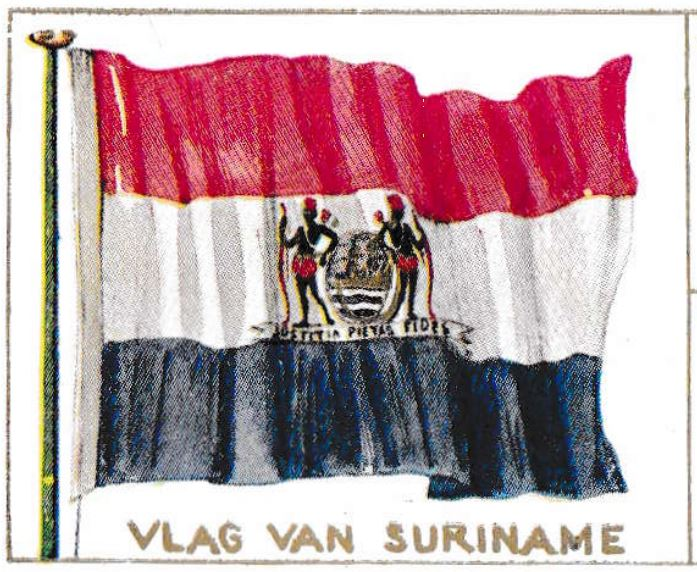
Vlag van Suriname (in een boek uit 1913)
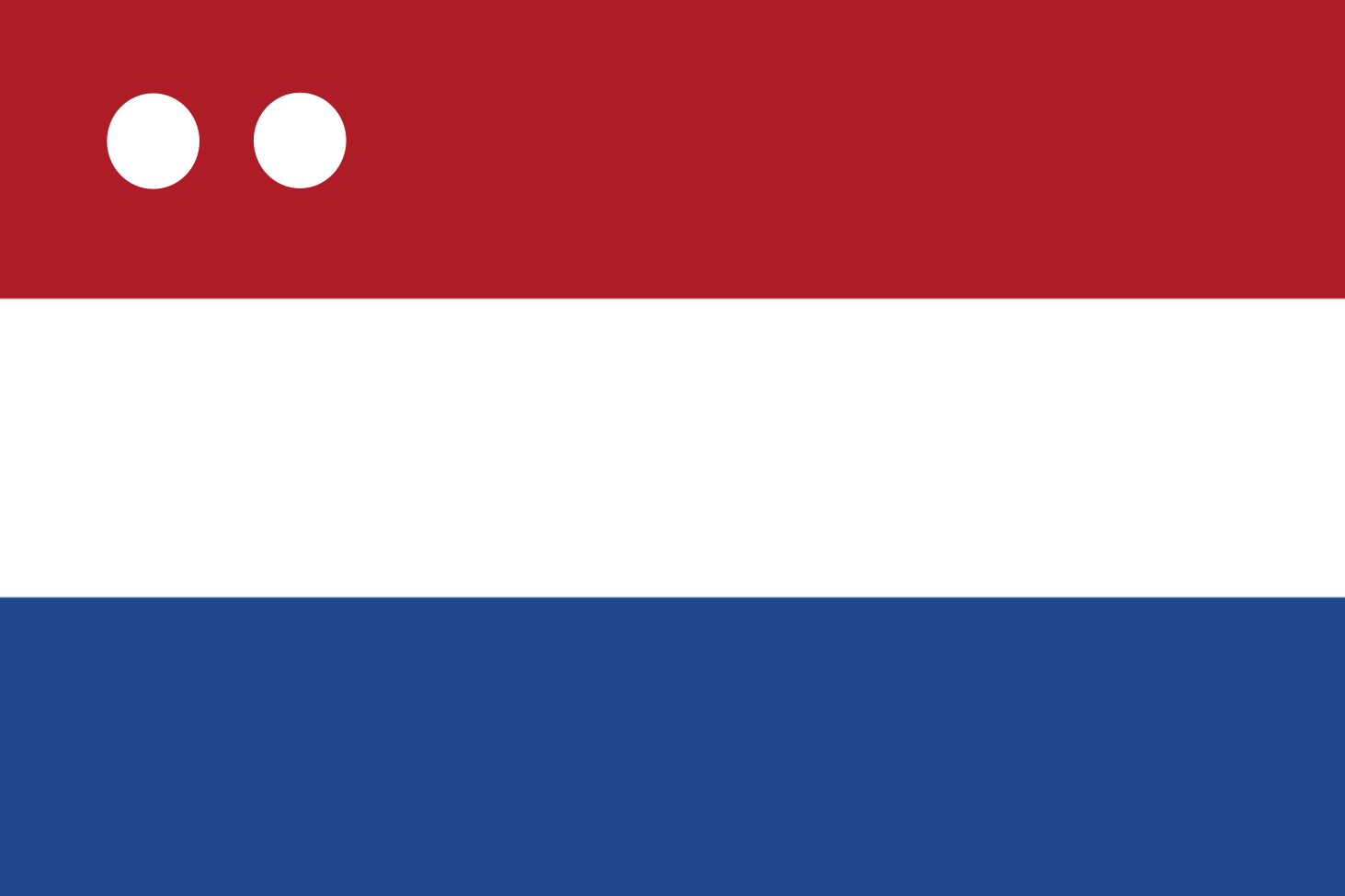
Gouverneursvlag (1880-1920)
Gouverneursvlag (1920-1966)

### Vlag van Suriname van 1959 tot 1975
Na het ondertekenen van het Statuut voor het Koninkrijk der Nederlanden op 15 december 1954 ontstond de behoefte aan een eigen officiële vlag, wapen en volkslied. In 1954 werd er een voorstel gedaan voor een nieuwe Surinaamse vlag die werd afgewezen.
In 1958 kreeg Lou Lichtveld van premier Severinus Desiré Emanuels de opdracht een vlag te ontwerpen. Lichtveld plaatste een ster afkomstig van het wapenschild van Suriname op de witte baan van de Nederlandse vlag. Dit ontwerp werd in de Staten van Suriname afgekeurd omdat er nauwelijks verschil was met de Nederlandse vlag. Hierop kreeg minister V.M. de Miranda van Openbare Werken en Verkeer het verzoek met een nieuw voorstel te komen. Het idee was de verschillende bevolkingsgroepen te vertegenwoordigen met de kleuren zwart (Afrikanen), bruin (Hindoestanen), geel (Javanen en Chinezen), rood (inheemsen) en wit (Europeanen). Uiteindelijk was het Noni Lichtveld, de dochter van Lou Lichtveld, die met het idee kwam om vijf sterren met deze kleuren te gebruiken en deze met een ellips te verbinden. De door haar voorgestelde achtergrondkleuren groen of blauw vielen af omdat deze te nauw verbonden werden geacht met de NPS respectievelijk het Eenheidsfront van David Findlay. Er werd gekozen voor een witte achtergrond die symbool moest staan voor de vrede waarin de bevolkingsgroepen samenleven. Lou Lichtveld was fel tegen omdat hij het ontwerp heraldisch onverantwoord vond, maar uiteindelijk werd op 8 december 1959  de vlag goedgekeurd en een week later op Koninkrijksdag samen met het wapen en volkslied geïntroduceerd.
Vanaf 1959 droeg de vlag van de Gouverneur de kleuren van de Nederlandse vlag tweemaal als fragment, onder en boven. Deze fragmenten op de vlag moesten symbool staan voor de band met het moederland van Suriname, het Koninkrijk der Nederlanden. Gecentreerd in het midden van het witte veld is een miniatuur versie te zien van de toenmalige vlag. Deze vlag is goedgekeurd door de Hoge Raad van Adel (Den Haag) op 14 maart 1966.
In 1967 werd er door de Flag Research Center uit Massachussetts (V.S.) een voorstel gedaan voor een nieuwe vlag dat niet op basis van de verschillende bevolkingsgroepen was ontworpen. Dit sloot aan bij de bredere kritiek op deze vlag dat er te veel nadruk lag op de verschillen en daardoor veel minder de eenheid van het Surinaamse volk symboliseerde. Wat er met dit voorstel is gedaan, is niet bekend. In de brief behorende bij het voorstel was een tekening waarin een groene, witte en blauwe baan werden gecombineerd met een gele ster.
De vlag van Padvinders Suriname bestond uit vier kwartieren, twee met de nationale vlagen twee met een wit veld met daarop het embleem van het NPV (Nederlandse Padvinders).

Voorstel uit 1954.
Vlag van Suriname (1959-1975)
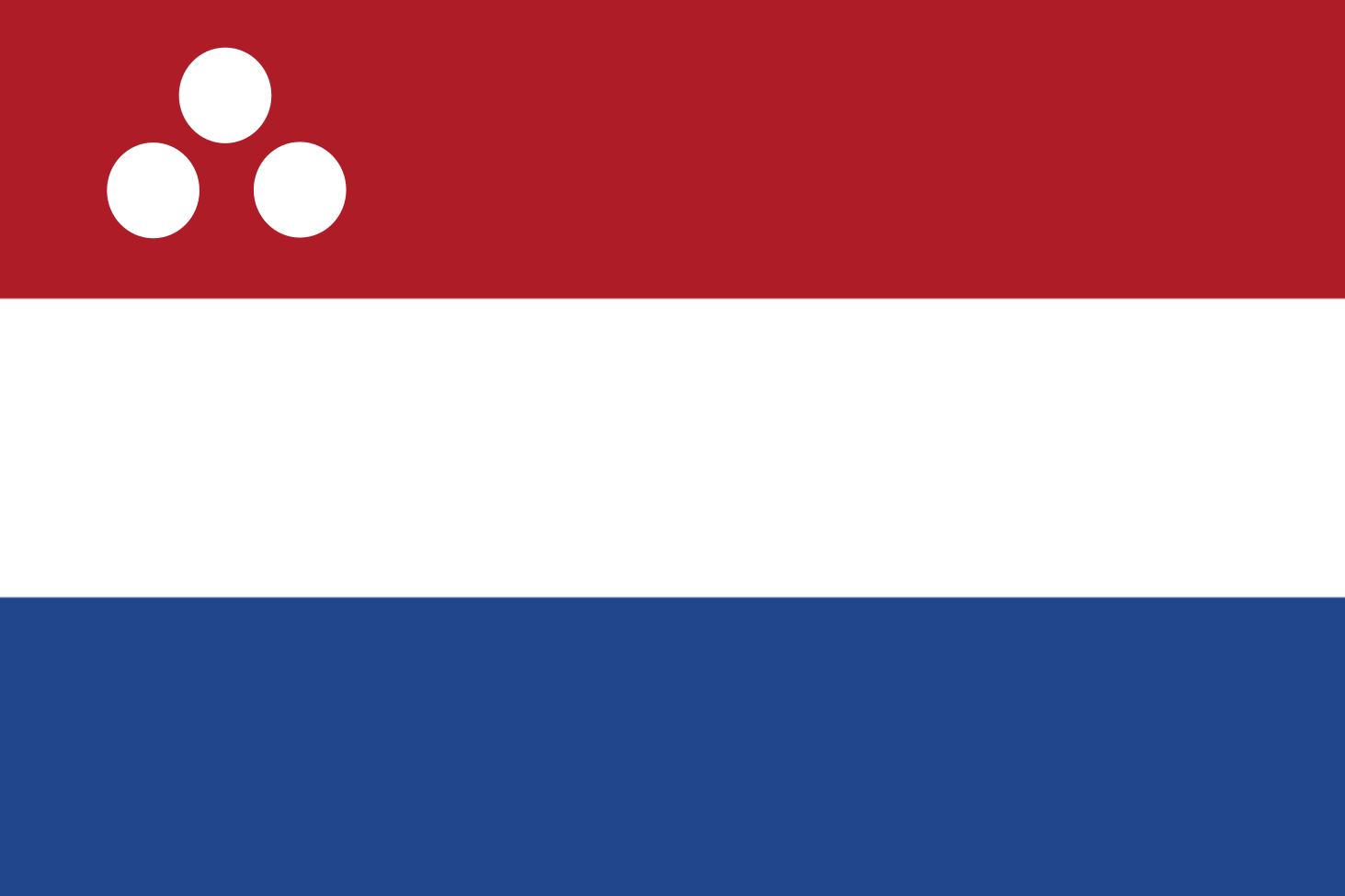
Gouverneursvlag 1956-1966
Vlag van de Gouverneur van Suriname (1966-1975)
Ontwerp Flag Research Center
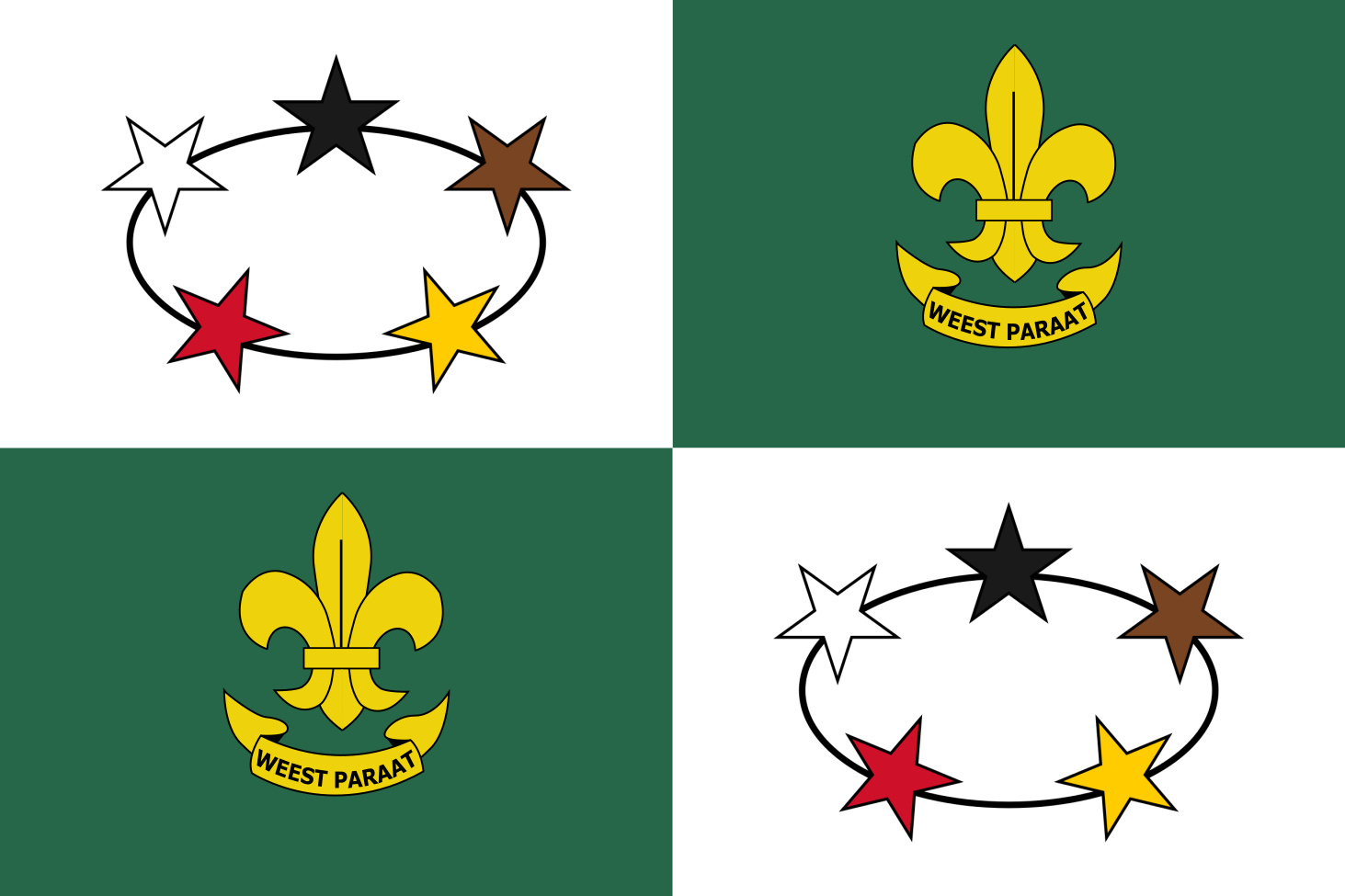
Vlag van de Padvinderij met vlag van Suriname erop.

### Totstandkoming vlag van Republiek Suriname
De regering Arron schreef in 1975, voor het uitroepen van de onafhankelijkheid, een wedstrijd uit voor het ontwerpen van een nieuwe vlag en staatswapen. Er kwamen 270 verschillende ontwerpen voor een vlag en 68 alternatieven voor een staatswapen. Drie van de vlaggenontwerpen kregen de voorkeur van de comité belast met de wedstrijd en keuze.
Het eerste ontwerp had een groen veld met een rode driehoek, met haar basis langs de broekingzijde en de top in het midden van vluchtzijde. In het midden een groene diamant met gouden ster, vergelijkbaar met die in het staatswapen. Hoewel dit ontwerp door de commissie werd aangepast, viel het toch af in verband met de gelijkenis met de vlag van Guyana.
Het tweede ontwerp had strepen van groen, geel, rood, geel, groen, met het Surinaamse wapen op een wit paneel - veranderd in de afbeelding in geel silhouet van de armen tegen de rode streep.
Het derde ontwerp bestond uit vijf horizontale strepen en in het centrum van de vlag bevindt zich een zwarte ster op een centrale witte schijf stond. De verhoudingen tussen de vijf strepen verschilden ten opzichte van het tweede ontwerp. Dit ontwerp was gebaseerd op een ontwerp van Jack Pinas. Alhoewel hij de winnaar werd met zijn ontwerp. werd er nog wel aan het ontwerp gesleuteld. De in zijn ontwerp zwarte ster werd uiteindelijk veranderd in een gele ster. Hij was daar niet blij mee, en als tegemoetkoming werd hem aangeboden om de nieuwe vlag op 25 november 1975 te middernacht te hijsen. Hij bedankte hiervoor, waardoor uiteindelijk Frank Long Loy deze eer te beurt viel.

Uiteindelijk was het dus een samensmelting van de ster van de eerste vlag, de strepen van de tweede vlag en de verhouding van de streepbreedtes van de derde vlag die de voorkeur kregen als het nieuwe officiële ontwerp.  De nieuwe nationale vlag werd uiteindelijk op 21 november officieel gemaakt. Volgens de eerste president van Suriname, Johan Ferrier, in Laatste gouverneur, eerste president (1975), is de positie van de punten nog onderwerp van debat geweest en werd ervoor gekozen twee punten omlaag te richten: 'met beide benen stevig op de grond'.

Eerste ontwerp.
Aangepast eerste ontwerp.
Tweede ontwerp.
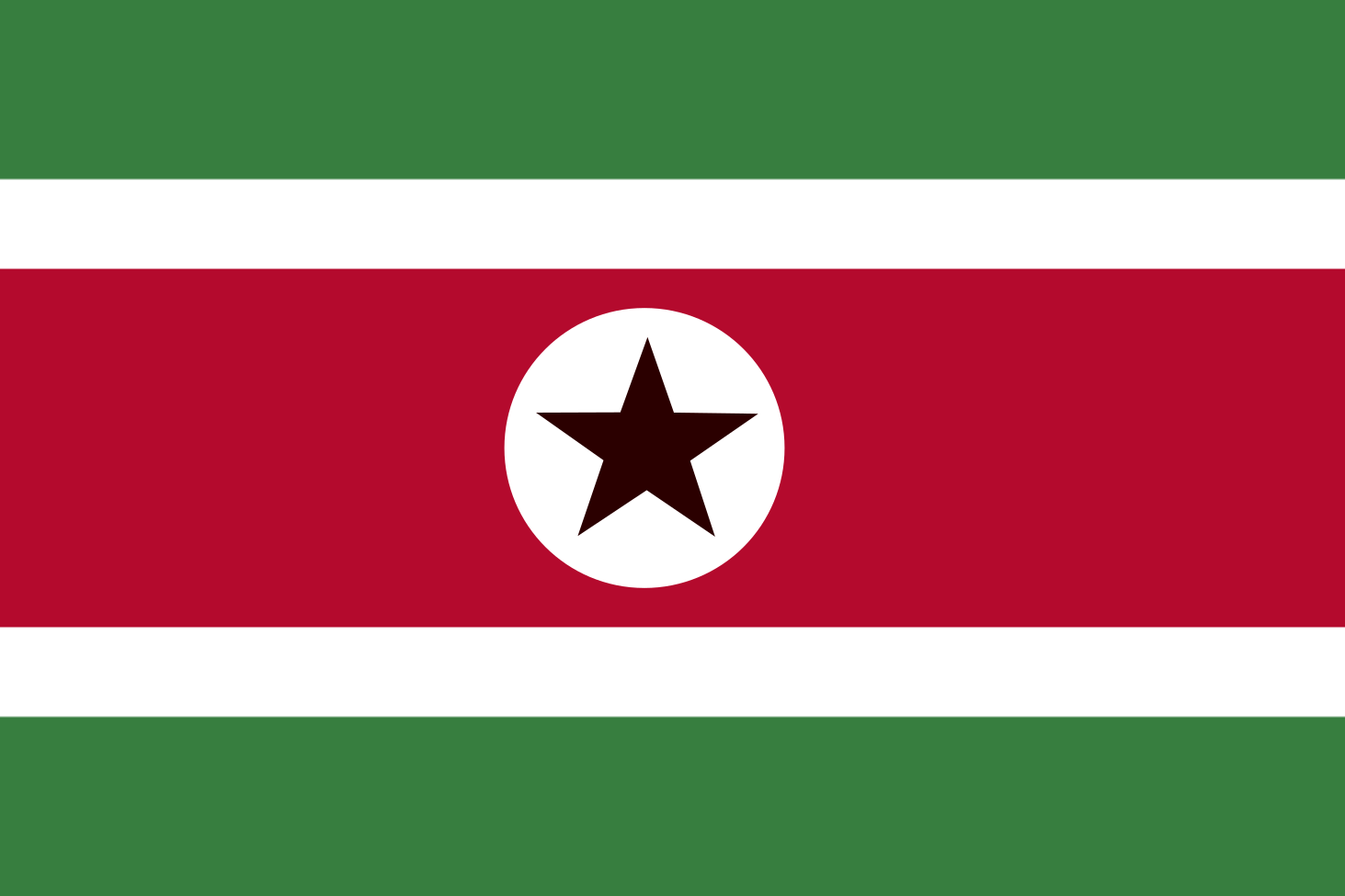
Derde ontwerp door Jack Pinas.
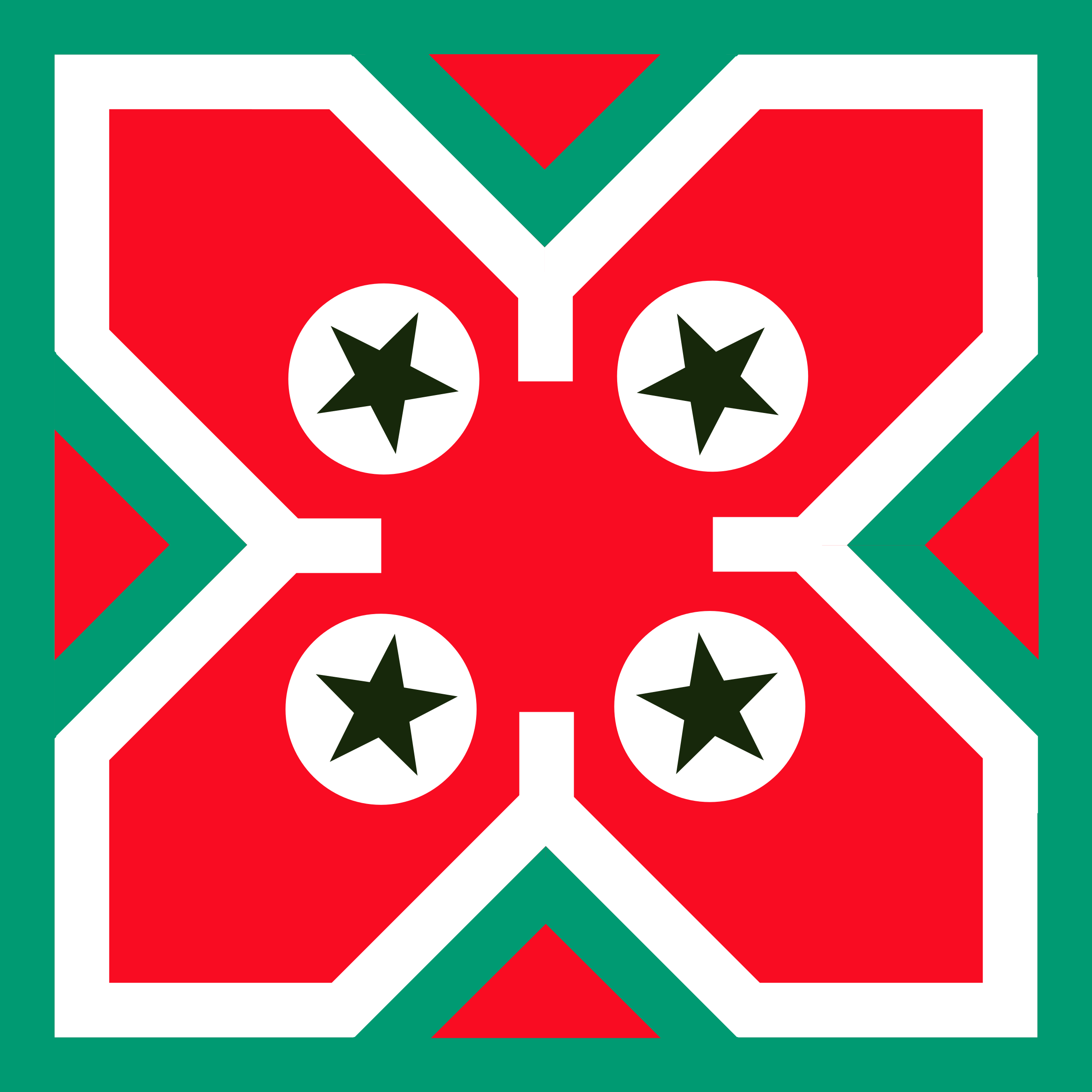
Oorspronkelijke ontwerp door Jack Pinas

## Vlaggen in gebruik
Andere vlaggen die in gebruik zijn, zijn de volgende:

Presidentieel Standaard, 1975–1988
Presidential Standaard
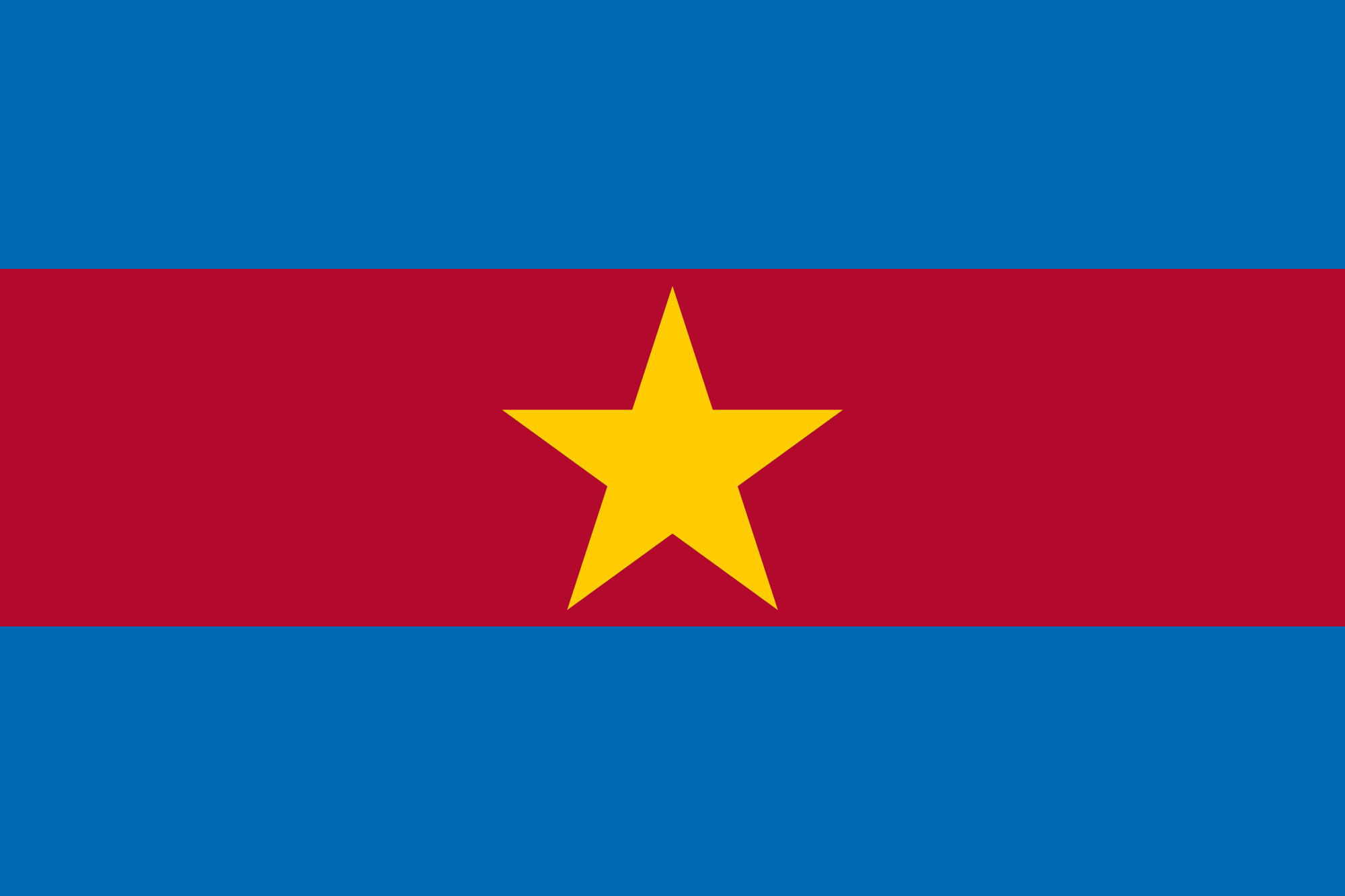
Vlag van het Nationaal Leger

## Vlaggen die lijken op de vlag van Suriname
Er zijn vlaggen die in meer of mindere mate lijken op de vlag van Suriname.

Vlag van Boyacá
Vlag van Guadeloupe (UPLG)
Vlag van Itsjkerië (1991-2000)